# أرجمون وردي
أرجمون وردي أو خشخاش شائك وردي (الاسم العلمي:Argemone rosea) هو نوع من النباتات يتبع جنس الأرجمون من الفصيلة الخشخاشية.